# نخاع شوكي

مقطع في الحبل الشوكي

النخاع الشوكي أو الحبل الشوكي أو النُّخاع (بالإنجليزية: Spinal cord) هو جزء من الجهاز العصبي المركزي والذي يبدأ من قاعدة الدماغ (تحديداً من النخاع المستطيل) ويمر خلال النفق الفقري (أو القناة الفقرية) للعمود الفقري، ويمتد حتى الفراغ بين الفقرة القطنية الأولى والثانية، وهو أنبوبي الشكل ويتكون من حزمة من الأعصاب التي تعتبر امتداداً للجهاز العصبي المركزي من الدماغ، ويحميها مجموعة من العظام تسمى العمود الفقري. والوظيفة الرئيسية للنخاع الشوكي هي نقل النبضات العصبية من وإلى الدماغ وتوصيلها الأعصاب الفرعية. هو امتداد طويل من الأعصاب الشوكية يتراوح طوله نحو 45 سم في القناة الفقرية في الفقرات، له دور مهم في توصيل الإشارات الكهربائية من وإلى الدماغ حيث يقوم بتوصيل الإشارات الكهربائية من الدماغ إلى العضلات إذا أراد الإنسان تحريك يده مثلاً، ويقوم بعمل الفعل المنعكس إذا لمس إنسان جسم ساخن، حيث يقوم بإصدار الأمر إلى العضلات بالتحرك قبل أن تصل إلى الدماغ وهو محاط بثلاث أغشية للحماية مثل الدماغ.
يتكون النخاع الشوكي من منطقتين متمايزتين: منطقة رمادية مركزية ومنطقة بيضاء محيطية.
- منطقة رمادية مركزية: تتكون هذه المنطقة من الأجسام الخلوية التي تعد منطلق المحاور والألياف العصبية التي تمتد إلى خارج المنطقة.
- منطقة بيضاء محيطية: تتكون المنطقة من الألياف القادمة من الجسم الاخلوي؛ على غرار الجزء الممتد إلى خارج منطقة النخاع الشوكي والتي تكون محورًا أسطوانيًا محاط بغمد النخاعين أو صفائح المايلين ويغلفهما خلايا شوان، أما الألياف في المادة البيضاء فهي محور أسطواني محاط بغمد النخاعين فقط.

## البنية
النخاع (الحبل) الشوكي هو المسار الرئيسي للمعلومات التي تربط الدماغ والجهاز العصبي المحيطي، وهو أقصر بكثير من العمود الفقري الذي يحميه، ينشأ النخاع الشوكي البشري في جذع الدماغ، ويمر عبر الثقبة العظمى (الكبرى)، ويستمر حتى المخروط النخاعي بالقرب من الفقرة القطنية الثانية قبل أن ينتهي في امتداد ليفي يُعرف باسم الخيط الانتهائي.
يبلغ طول النخاع الشوكي نحو 45 سم (18 بوصة) عند الرجال ونحو 43 سم (17 بوصة) عند النساء، شكله بيضاوي، ويتضخم في منطقتي العنق والفقرات القطنية. إن التضخم في منطقة العنق -الذي يمتد من الفقرات C5 إلى T1- هو المكان الذي تأتي منه المدخلات الحسية والنواتج الحركية إلى الجذع واليدين. التوسع القطني، الواقع بين L1 وS3، يعالج المدخلات الحسية والمخرجات الحركية القادمة من الساقين والذهاب إليها.
النخاع الشوكي مستمر مع الجزء الذيلي من النخاع، ويمتد من قاعدة الجمجمة إلى جسم الفقرة القطنية الأولى. لا يكون على طول العمود الفقري بكامله عند البالغين. وهو مكون من 31 قطعة يتفرع منها زوج واحد من جذور الأعصاب الحسية وزوج واحد من جذور الأعصاب الحركية. ثم تندمج الجذور العصبية في أزواج متناظرة ثنائية من الأعصاب الشوكية. يتكون الجهاز العصبي المحيطي من هذه الجذور الشوكية والأعصاب والعقد.
الجذور الظهرية هي حزم واردة تتلقى معلومات حسية من الجلد والعضلات والأعضاء الحشوية لتنقلها إلى الدماغ. تنتهي الجذور في العقد الجذرية الظهرية، والتي تتكون من أجسام الخلايا العصبية المقابلة. تتكون الجذور البطنية من عصبونات صادرة تنشأ من الخلايا العصبية الحركية التي توجد أجسامها الخلوية في القرون الرمادية البطنية (أو الأمامية) للحبل الشوكي.
تجري عملية حماية النخاع الشوكي (والدماغ) بثلاث طبقات من الأنسجة أو الأغشية المسماة السحايا، والتي تحيط بالقناة. تسمى الطبقة الخارجية بالأم الجافية، وتشكل طبقة واقية صلبة. توجد مساحة بين الأم الجافية والعظم المحيط بالفقرات تسمى المساحة فوق الجافية. تمتلئ المنطقة فوق الجافية بالأنسجة الدهنية، وتحتوي على شبكة من الأوعية الدموية. سميت الأم العنكبوتية -الطبقة الواقية الوسطى- بسبب مظهرها المفتوح الشبيه بشبكة العنكبوت. المسافة بين العنكبوتية والأم الحنون الأساسية تسمى الفضاء تحت العنكبوتية. يحتوي الحيز تحت العنكبوتي على السائل الدماغي النخاعي، والذي يمكن أخذ عينات منه باستخدام البزل القطني، أو إجراء البزل النخاعي. ترتبط الأم الحنون الرقيقة -الطبقة الواقية الأعمق- ارتباطًا وثيقًا بسطح الحبل الشوكي.  يثبت الحبل داخل الأم الجافية بواسطة الأربطة المسننة المتصلة، والتي تمتد من الأم الحنون المغلفة جانبيًا بين الجذور الظهرية والبطنية. ينتهي كيس الجافية عند المستوى الفقري للفقرة العجزية الثانية.
في المقطع العرضي، تحتوي المنطقة المحيطية من الحبل على مسارات مادة بيضاء عصبية تحتوي على محاور عصبية وحركية. داخل هذه المنطقة المحيطية توجد المادة الرمادية، التي تحتوي على أجسام الخلايا العصبية مرتبة في ثلاثة أعمدة رمادية تعطي المنطقة شكل الفراشة. تحيط هذه المنطقة المركزية بالقناة المركزية، وهي امتداد للبطين الرابع وتحتوي على السائل النخاعي.
النخاع الشوكي بيضاوي الشكل في المقطع العرضي، حيث يضغط من الناحية الظهرية. يمتد حزان بارزان على طوله. التلم الأوسط الخلفي هو الأخدود في الجانب الظهري، والشق المتوسط الأمامي هو الأخدود في الجانب البطني.

### أقسام النخاع الشوكي
ينقسم النخاع الشوكي البشري إلى أجزاء حيث تتكون أزواج من الأعصاب الشوكية (مختلطة، حسية وحركية). تتفرع ستة إلى ثمانية جذور عصبي حركي من التلم البطني الأيمن والأيسر بطريقة منظمة للغاية. تتحد الجذور العصبية لتشكل جذور الأعصاب. وبالمثل، تتشكل جذور الأعصاب الحسية من التلم الجانبي الظهري الأيمن والأيسر وتشكل جذور الأعصاب الحسية. تتحد الجذور البطنية (الحركية) والظهرية (الحسية) لتشكل أعصابًا شوكية (مختلطة؛ حركية وحسية)، واحدة على كل جانب من جوانب الحبل الشوكي. تتشكل الأعصاب الشوكية، باستثناء C1 وC2، داخل الثقبة الفقرية (IVF). تشكل هذه الجذور الحد الفاصل بين الجهاز العصبي المركزي والمحيطي.
يتشكل العمود الرمادي، (على شكل ثلاث مناطق من الأعمدة الرمادية) في وسط النخاع (الحبل)، مثل الفراشة ويتكون من أجسام خلوية من الخلايا العصبية الداخلية والخلايا العصبية الحركية وخلايا الخلايا العصبية والمحاور غير الملقحة. يظهر العمودان الرمادي الأمامي والخلفي على شكل نتوءات للمادة الرمادية ويُعرفان أيضًا باسم قرون الحبل الشوكي. معًا، تشكل الأعمدة الرمادية والمفصل الرمادي (H الرمادية).
تقع المادة البيضاء خارج المادة الرمادية وتتكون بالكامل تقريبًا من المحرك النخاعي والمحاور الحسية. تحمل أعمدة المادة البيضاء المعلومات إما لأعلى أو لأسفل في النخاع الشوكي.
ينتهي النخاع الشوكي الصحيح في منطقة تسمى المخروط النخاعي، بينما تستمر الأم الحنون كامتداد يسمى الخيط الانتهائي، والذي يثبت الحبل الشوكي في العصعص. ذيل الفرس (ذيل الحصان) هو مجموعة من الأعصاب السفلية من المخروط النخاعي والتي تستمر في الانتقال عبر العمود الفقري إلى العصعص. يتكون ذيل الفرس لأن الحبل الشوكي يتوقف عن النمو في سن الرابعة تقريبًا، على الرغم من أن العمود الفقري يستمر في الاستطالة حتى سن البلوغ. ينتج عن هذا ظهور الأعصاب الشوكية العجزية في المنطقة القطنية العلوية. لهذا السبب، يحتل النخاع الشوكي ثلثي القناة الفقرية فقط. يمتلئ الجزء السفلي من القناة الفقرية بالسائل الدماغي النخاعي (CSF) ويسمى الفراغ بالصهريج القطني.
داخل الجهاز العصبي المركزي (CNS)، تنظم أجسام الخلايا العصبية عمومًا في مجموعات وظيفية تسمى النوى. تجمع المحاور داخل الجهاز العصبي المركزي في مساحات.
يوجد 31 مقطعًا من عصب الحبل الشوكي في الحبل الشوكي البشري:
- 8 قطاعات عنقية تشكل 8 أزواج من الأعصاب العنقية (تخرج الأعصاب الشوكية C1 من العمود الفقري بين الثقبة العظمى والفقرة C1؛ تخرج الأعصاب C2 بين القوس الخلفي للفقرة C1 والفقرة C2؛ تمر الأعصاب الشوكية C3-C8 من خلال الثقبة الفقرية فوق فقرات العنق المقابلة، باستثناء زوج C8 الذي يخرج بين الفقرتين C7 وT1)
- 12 مقطع صدري يشكل 12 زوجًا من الأعصاب الصدرية
- 5 مقاطع قطنية تشكل 5 أزواج من الأعصاب القطنية
- 5 أقسام عجزية تشكل 5 أزواج من الأعصاب العجزية
- قطعة واحدة من العصعص

## إصابات النخاع الشوكي
ينتج عن إصابة النخاع الشوكي (أو الحبل الشوكي) اعتلال في النخاع أو ضرر على المادة البيضاء أو الألياف العصبية النخاعية التي تنقل الحس والإشارات الحركية من وإلى الدماغ. الإصابة قد تتسبب أيضاً بالضرر على المادة الرمادية في الجزء المركزي من النخاع الشوكي مؤدية إلى فقدان عصبونات بينية أو خلايا عصبية حركية.

## وظائف الحبل الشوكي حسب الفقرات ومناطق تأثيره
الحبل الشوكي هو المركز الرئيسي للأفعال الانعكاسية وتقوم المادة الرمادية الموجودة في الحبل الشوكي بهذه الوظيفة، نقل الإشارات العصبية من وإلى المخ وتقوم المادة البيضاء بهذه الوظيفة
يبين الجدول التالي مناطق تفرع الأعصاب من الحبل الشوكي وتأثيرها على أعضاء الجسم:
| التأثيـرات                                                                                             | الفقرات         | المناطق |
| | الفقرات العنقية | |
| صداع، توتر، أرق، نزلة برد رأسية، ارتفاع ضغط الدم، شقيقة، انهيار عصبي، فقدان الذاكرة، إعياء مزمن، دوار. | 1               | مورد الدم إلى الرأس، الغدة النخامية، فروة الرأس، عظام الوجه، الدماغ، الأذن الداخلية والوسطى، الجهاز العصبي (الودي). |
| مشاكل الجيوب الأنفية، حساسية، حول، صمم، مشاكل في العينين، وجع الأذن، شعور بالإغماء، حالات عمى معينة.   | 2               | العينان، أعصاب العينين، أعصاب السمع، الجيوب، عظم الخشاء وراء الأذن، اللسان، الجبين.                                 |
| النورجا (ألم عصب)، التهاب عصبي، حب الشباب أو البثور، إكزيما.                                           | 3               | الوجنتان، الأذن الخارجية، عظام الوجه، الأسنان، العصب المثلث، الوجه.                                                 |
| حمى القش، التهاب القناة التنفسية، فقد السمع، الزوائد الأنفية.                                          | 4               | الأنف، الشفتان، الفم، القناة السمعية.                                                                               |
| التهاب الحنجرة، البحة، أمراض الحلق، التهاب اللوزتين التقرحي.                                           | 5               | حبال الصوت، غدد العنق، البلعوم.                                                                                     |
| رقبة متصلبة، ألم في أعلى الذراع، التهاب اللوزتين، السعال الديكي، الخناق.                               | 6               | العنق، العضلات، الكتفان، اللوزتان.                                                                                  |
| زكام ونزلات، أمراض درقية.                                                                              | 7               | الغدة الدرقية، أكياس مصلية في الكتفين والمرفقين.                                                                    |
| | الفقرات الصدرية | |
| الربو، السعال، صعوبة التنفس، ضيق النفس، ألم في أسفل الذراع.                                            | 1               | الذراعان من المرفق فنازلاً بما في ذلك اليد والرسغ والأصابع والمري والرغامى.                                          |
| أمراض في وظائف القلب، علل صدرية.                                                                       | 2               | القلب وصماماته، شرايين القلب.                                                                                       |
| التهاب شعب التنفس، ذات الجنب، ذات الرئة، احتقان، انفلونزا.                                             | 3               | الرئتان، الأنابيب الشعبية، غشاء الجنب، الصدر، الثدي.                                                                |
| أمراض المرارة، اليرقان، القوبا المنطقية.                                                               | 4               | المرارة، القناة المشتركة.                                                                                           |
| أمراض الكبد، حميات، انخفاض ضغط الدم، دورة ضعيفة، التهاب المفاصل.                                       | 5               | الكبد، الضفيرة البطنية، الدم                                                                                        |
| عسر الهضم، سوء الهضم، حرقة فم المعدة.                                                                  | 6               | المعدة |
| قروح، التهاب فم المعدة                                                                                 | 7               | البنكرياس، المعي، الاثني عشرية.                                                                                     |
| مقاومة متدنية                                                                                          | 8               | الطحال. |
| حساسيات، شر (طفح جلدي)                                                                                 | 9               | الغدتان الكظريتان فوق الكليتين.                                                                                     |
| أمراض الكليتين، تصلب الشرايين، إعياء مزمن، التهاب الكلية، التهاب حويضة الكلية.                         | 10              | الكلياتان. |
| أمراض جلدية كحب الشباب والبثور والأكزيما والبواسير.                                                    | 11              | الكليتان، الحالب.                                                                                                   |
| روماتيزم، آلام الغازات، أنواع من العقم.                                                                | 12              | المعي الدقيق، الدوران اللمفي.                                                                                       |
| | الفقرات القطنية | |
| عسر الهضم، التهاب غشاء القولون المخاطي، الزحار، الإسهال، بعض التمزق والفتوق.                           | 1               | المعى الغليظ، حلقات الأربية.                                                                                        |
| صعوبة التنفس، الحماض (انخفاض قلوية الدم والأنسجة)، الأوردة الدالية.                                    | 2               | الزائدة الدودية، البطن، أعلى الرجل                                                                                  |
| أمراض المثانة، مشاكل الحيض، الإسقاط والإجهاض، التبليل في الفراش، العنة، آلام الركبة.                   | 3               | الأعضاء التناسلية، الرحم، المثانة، الركبة.                                                                          |
| عرق النسا، اللمباغو (ألم عصبي في أسفل الظهر)، عسر تبول أو تبول متكرر أو مؤلم، ألم الظهر.               | 4               | غدة البروستات، عضلات أسفل الظهر، عرق النسا.                                                                         |
| دوران ضعيف في الساقين، انتفاخ رسغي القدمين، قدمان باردتان، ضعف في الساقين، عقال الساقين.               | 5               | الساقان، رسغي القدمين، القدمان.                                                                                     |
| | العجز           | |
| آلام اتصال العجُز والحرقفية، حنايا في العمود الفقري.                                                    | العجز           | عظم الورك، الردفان.                                                                                                 |
| | العصعص          | |
| البواسير، الحكة، ألم في طرف العمود الفقري عند الجلوس.                                                  | العصعص          | المستقيم، الشرج. |

## تشريح الجهاز العصبي المركزي عند الإنسان

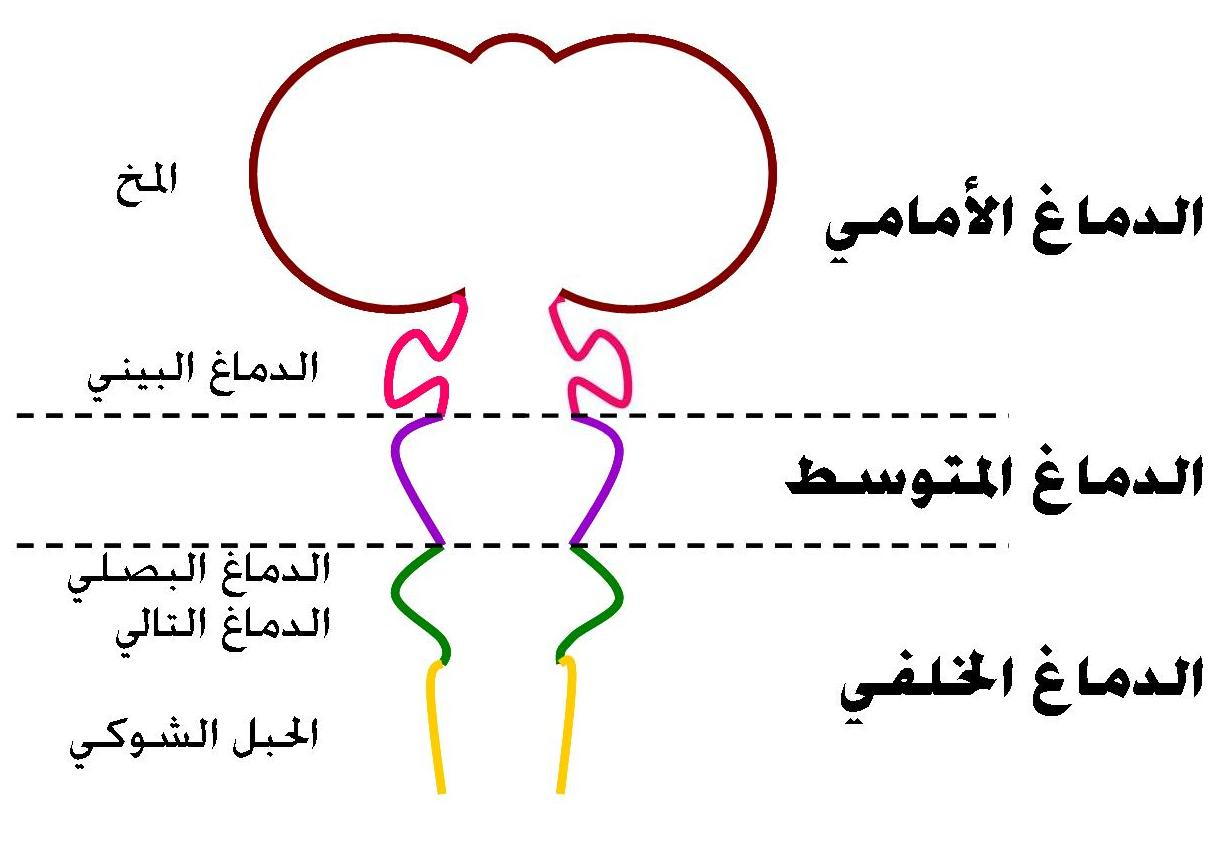
التكوين الجنيني للدماغ ويلاحظ الأقسام الرئيسية لدماغ الكائنات الفقارية

| جهاز عصبي مركزي | دماغ      | دماغ أمامي | الدماغ الانتهائي (المخ)                                                                  | دماغ شمي Rhinencephalon، أميغدالا = لوزة عصبية Amygdala، حصين، قشرة جديدة، بطينات جانبية                       | دماغ شمي Rhinencephalon، أميغدالا = لوزة عصبية Amygdala، حصين، قشرة جديدة، بطينات جانبية                       |
| جهاز عصبي مركزي | دماغ      | دماغ أمامي | دماغ بيني                                                                                | مهيد Epithalamus، مهاد، الوطاء أو تحت المهاد , مهاد تحتاني Subthalamus، غدة نخامية، غدة صنوبرية، البطين الثالث | مهيد Epithalamus، مهاد، الوطاء أو تحت المهاد , مهاد تحتاني Subthalamus، غدة نخامية، غدة صنوبرية، البطين الثالث |
| جهاز عصبي مركزي | دماغ      | دماغ متوسط | سقف (تشرح عصبي) Tectum، سويقة مخية Cerebral peduncle، برتيكتوم Pretectum، المسال الدماغي | سقف (تشرح عصبي) Tectum، سويقة مخية Cerebral peduncle، برتيكتوم Pretectum، المسال الدماغي                       | |
| جهاز عصبي مركزي | دماغ      | دماغ خلفي  | دماغ تالي                                                                                | المخيخ، الجسر                                                                                                  | |
| جهاز عصبي مركزي | دماغ      | دماغ خلفي  | دماغ بصلي                                                                                | النخاع المستطيل                                                                                                | |
| جهاز عصبي مركزي | نخاع شوكي |            |                                                                                          | | |